# 兵頭嘉門
兵頭 嘉門（ひょうどう かもん、1898年11月28日 - 1985年5月2日）は、日本の経営者。藤倉電線(現在のフジクラ)社長、会長を務めた。栃木県出身。

## 経歴
1923年に慶應義塾大学法学部政治学科を卒業し、同年に藤倉電線に入社。1945年に取締役に就任し、1948年に専務を経て、1961年7月に社長に就任。1965年11月に会長に就任し、1969年には相談役に就任。
1963年に藍綬褒章を受章し、1969年4月に勲三等瑞宝章を受章。
1985年5月2日肝不全のために死去。86歳没。